# Christian Li Fletcher
Pour les articles homonymes, voir Fletcher.
Christian Li Fletcher, est un surfeur professionnel américain né le 20 octobre 1970 à San Clemente (Californie). Fils du longboarder Herbie Fletcher et de Dibbee son épouse.

## Biographie
Après deux années à Sun Valley (Idaho), les parents Fletcher s'installent à Capistrano Beach en 1974, et Christian commence le surf. À 5 ans, il remporte le titre des - de 8 ans dans une compétition du San Onofre Surf Club. En 1982, il se classe ensuite 2e derrière David Eggers lors des US Championships. En 1985, il termine 3e de la saison NSSA Open junior. Il passe professionnel à l'âge de 14 ans.
Fletcher incorpore de plus en plus les éléments venus du skateboard - qu'il a également pratiqué tôt et souvent - à sa manière de surfer dans l'eau. Aerials, rotations, tentatives de flip.
Il échoue sur quelques épreuves du circuit mondial ASP.
En 1988 et 1989 sort la série des "Wave Warriors". Elles établissent un nouvel échelon de progression dans le surf : la dimension aérienne. Des millions de jeunes surfers verront ces vidéos, préparant un surf des années encore plus explosif : celui des années 1990 et 2000.
En 1988, Christian fait pour la première fois la couverture du magazine Surfer, avec un aerial et avec ce titre : "Anti-Standard Issue". L'année suivante, Christian Fletcher fait la couverture de Surfer et Surfing. 
En 1989, il participe au Body Glove Surf Bout, une épreuve PSAA à Lowers richement dotée pour l'époque. Âgé de 18 ans, Christian Fletcher part du premier tour des qualifications pour aller jusqu'à la finale qu'il remporte. Il empoche 31725 dollars.
Fletcher lance des planches et des lignes de vêtements qui portent son nom. Il se marie, a un fils (Greyson Thunder) en 1991, et gagne correctement sa vie grâce au surf. Il joue de la basse dans plusieurs groupes de death metal : Bloodshot, Mutilage et Axefukk. Il est bientôt lassé de la scène surf et trouve refuge dans une vie peuplée de drogues. Selon ses propres termes, il en avait "marre de tout ça. J'ai raté mon mariage et je haïssais toute la communauté du surf. De fil en aiguille, les choses sont devenues plus moches". Pour quelques années, Christian Fletcher abandonne le surf.
Ayant à peu près tout perdu, il commence à tout juste à apprécier ce qu'il avait acquis. "Je me suis levé un matin en me disant : "C'est une blague : je ne suis pas heureux, je ne m'amuse pas, je ne surfe plus..." Et je savais qu'il me restait une chance. J'avais à peine 25 ans, j'avais donc encore une expèce de carrière possible dans le surf" Il se reprend en main et revient sur le devant de la scène. 